# Castelo dos Sonhos
Castelo dos Sonhos (ou Castelo de Sonhos) é um distrito do município brasileiro de Altamira, no interior do estado do Pará. Segundo o censo demográfico de 2022, realizado pelo Instituto Brasileiro de Geografia e Estatística (IBGE), sua população era de 12 000 habitantes e havia 3 781 domicílios particulares permanentes ocupados.
De acordo com o IBGE, em 2010 a população era de 11 952 habitantes e havia 3 240 domicílios particulares.
É o distrito brasileiro mais distante da sede do seu respectivo município, estando localizado a 950 km do distrito-sede de Altamira. Foi fundado em 1988, sendo reconhecido como distrito em agosto de 1990.
Devido à distância em relação à sede municipal, o distrito possui uma ligação muito mais próxima com os municípios de Novo Progresso e Guarantã do Norte, este em Mato Grosso. Castelo dos Sonhos fica localizado às margens da BR-163, na região conhecida como Serra do Cachimbo. O acesso até a sede se dá por meio da BR-163 e da Rodovia Transamazônica (BR-230). A Prefeitura de Altamira mantém uma subprefeitura no distrito, que é o órgão responsável pela administração local.

## História
A migração para a região começou com o incentivo do governo militar, tendo à frente o Presidente Médici, que instituiu o Programa de Integração Nacional (PIN) por meio do decreto-lei nº 1.106 de 1970. Utilizou-se mão de obra nordestina liberada pelas grandes secas de 1969 e 1970 e a noção de vazios demográficos amazônicos são cunhados os lemas "integrar para não entregar" e "uma terra sem homens para homens sem terra". Desse modo, construiu-se a BR-163 que ligava a região ao resto do país. Com isso iniciou a migração de famílias oriundas da Região Sul do Brasil, com a finalidade de praticar a pecuária, e entre a década de 1980 e 90, devido à notícia da abundância do ouro na região, houve a migração de pessoas vindas de várias regiões do país, principalmente Nordeste e Centro-Oeste.
Na década de 1980, a região vinha sendo muito utilizada para o garimpo de ouro. Nesse contexto, Castelo dos Sonhos foi fundado em 8 de agosto de 1988, por Leo Heck, cuja família era proprietária de terras na área e também fomentou os garimpos. Ele deu início ao traçado de vias do núcleo urbano da localidade, com o auxílio de topógrafo e engenheiro. Posteriormente, Castelo dos Sonhos foi reconhecido como distrito pela lei nº 158 de agosto de 1990, porém seus limites territoriais foram definidos pela lei municipal nº 1.634 de 8 de setembro de 2006.
Ficou nacionalmente conhecida durante o ciclo do ouro na região, este fato deve-se principalmente a atuação de Marcio Martins, o Rambo do Pará, que deixou todo o Brasil assustado com tamanhas atrocidade cometidas. Após o ciclo do ouro, o setor madeireiro ocupou o lugar de principal potencial econômico da região. O distrito ainda não conseguiu a emancipação, o que começou a ser cogitado em 2000. Em 29 de julho de 2018, a Assembleia Legislativa do Pará (ALEPA) reconheceu a viabilidade da emancipação, assim como o Tribunal de Justiça do Estado do Pará (TJPA) em 2019.

## Economia
A economia local gira em torno da extração de madeira, a mineração de ouro, o plantio de soja e principalmente o comércio local que possui grande força devido a distância do município a grandes centros.
O distrito conta hoje com um rebanho bovino aproximado em 240.000 cabeças (ADEPARÁ - vacinação de Maio de 2010), quase a totalidade da raça Nelore. Concentra a renda da atividade na venda de animais para o abate no estado vizinho do Mato Grosso, já que não existem abatedouros sob serviço de inspeção de qualquer ordem na região.
Mas o turismo é aposta de alguns para a região, devido a matas virgens existentes, cachoeiras - algumas ainda inexploradas - de diversas altitudes, rios, serras e montanhas.

## Agricultura
A prática da agricultura em Castelo dos Sonhos é extremamente favorável devido a suas condições climáticas. Enquanto as demais regiões produtoras do país estão na entressafra, a região já esta ofertando produto. O período das chuvas inicia-se no mês de setembro, possibilitando a colheita no mês de dezembro, o que é um ótimo fator para a soja e, mais ainda para o arroz que antecede a colheita em um período de 40 dias das demais regiões produtoras. Assim, tem-se vantagens para a venda e o preço do cereal, não havendo necessidade de contrato de mercado futuro.
Após a colheita do arroz, em dezembro, Castelo dos Sonhos oferece todas as condições para o plantio de soja, possibilitando a colheita em meados de abril, resultando menos riscos de perdas causadas pelas chuvas no período da colheita, sem contar com os transtornos causados pela má conservação das estradas, fator que dificultaria o transporte da mesma.
Plantando-se a soja no mês de setembro (início das chuvas), colhe-se a safra no mês de dezembro, quando o índice das chuvas ainda é baixo. Em seguida, é favorecido o plantio da cultura do arroz, que tem sua colheita então no fim da época das chuvas, obtendo-se assim novamente as vantagens acima citadas. Destaca-se ainda Outro ponto favorável para a cultura do arroz, que é ofertado ao mercado antes da região de Santarém-PA.
Após as safras da soja e do arroz, as condições climáticas favorecem o plantio de uma cobertura verde, evitando assim os altos índices de incidência dos raios solares sobre o solo, entre elas o girassol e o feijão guandu (ainda em teste).
O Pará registra de oito a nove meses com chuvas regulares, o que dispensa sistemas de irrigação mais complexos. No Mato Grosso, são seis meses de chuvas. Assim, os produtores não podem entrar com a soja em setembro, pois choverá muito no momento da colheita, em março e abril. "Um bom sistema de produção seria plantar arroz em setembro e fazer uma safrinha de soja na mesma área em seguida, plantando em janeiro ou fevereiro e colhendo em junho", explica Patrício Mendez Del Villar, do Cirad. O feijão ainda encontraria espaço para uma segunda "safrinha", nessa mesma área.

## Geografia
Castelo dos Sonhos caracteriza-se por terras de mata baixa (cipoal), topografia extremamente favorável para a agricultura e também a pecuária, devido a ótima incidência de igarapés. Sua precipitação pluviométrica varia de 2300 a 3000 milímetros/ano, entre os meses de setembro a abril, período que abrange a época das chuvas.
Está entre as terras mais férteis do país, com altos índices de fósforo, que é um nutriente raro na maioria dos solos brasileiros, sendo que os demais nutrientes se encontram em índices bastante favoráveis, gerando um baixo custo de produção. Castelo dos Sonhos tem como rio o rio Curuá.

## Religião
A Paróquia Santo Antônio de Pádua de Castelo dos Sonhos foi instalada dia 26 de fevereiro de 2012, sendo desmembrada da Paróquia Santa Luzia de Novo Progresso. O primeiro pároco foi padre Josoé Francisco Zanon.